# 奧克代爾 (內布拉斯加州)
奧克代爾（英語：Oakdale）是位於美國內布拉斯加州安蒂洛普縣的村。

## 人口
根據2020年美國人口普查的數據，奧克代爾的面積為1.35平方千米，皆為陸地。當地共有人口276人，而人口密度為每平方千米204人。